# Каптурниця блискуча
Каптурниця блискуча (Cucullia splendida) — вид комах з родини Noctuidae. Один з 225 видів роду; один з 32 видів роду у фауні України.

## Морфологічні ознаки
Розмах крил — 31-40 мм. Основний фон передніх крил синьо-зелений з металічним відблиском, малюнок відсутній, передній край білий, задній край жовтуватий, оторочка сніжно-біла. Задні крила сіруваті, при основі світліші.

## Поширення
Вид поширений локально в центральній та східній Європі (Румунія, Угорщина, північний схід європейської частини Росії), від Уралу до східного Сибіру, Далекого Сходу, Монголії, гірських систем Гімалаїв та Каракоруму; локально в степах Лівобережної України (Дніпропетровська, Луганська та Херсонська області).

## Особливості біології
Ксерофільний вид. Дає 1 генерацію на рік. Метелики літають з середини липня до серпня, активні присмерком та вночі. Гусінь живиться на різних видах полину.

## Загрози та охорона
Загрози: розорювання цілинних ділянок степу.
Заходи з охорони не розроблені. Можливо, вид охороняється у складі ентомокомплексів у Луганському ПЗ та в БЗ «Асканія-Нова». Слід вивчити екологічні особливості виду, зберегти цілинні ділянки степу.